# ミルコ・ビエリツァ

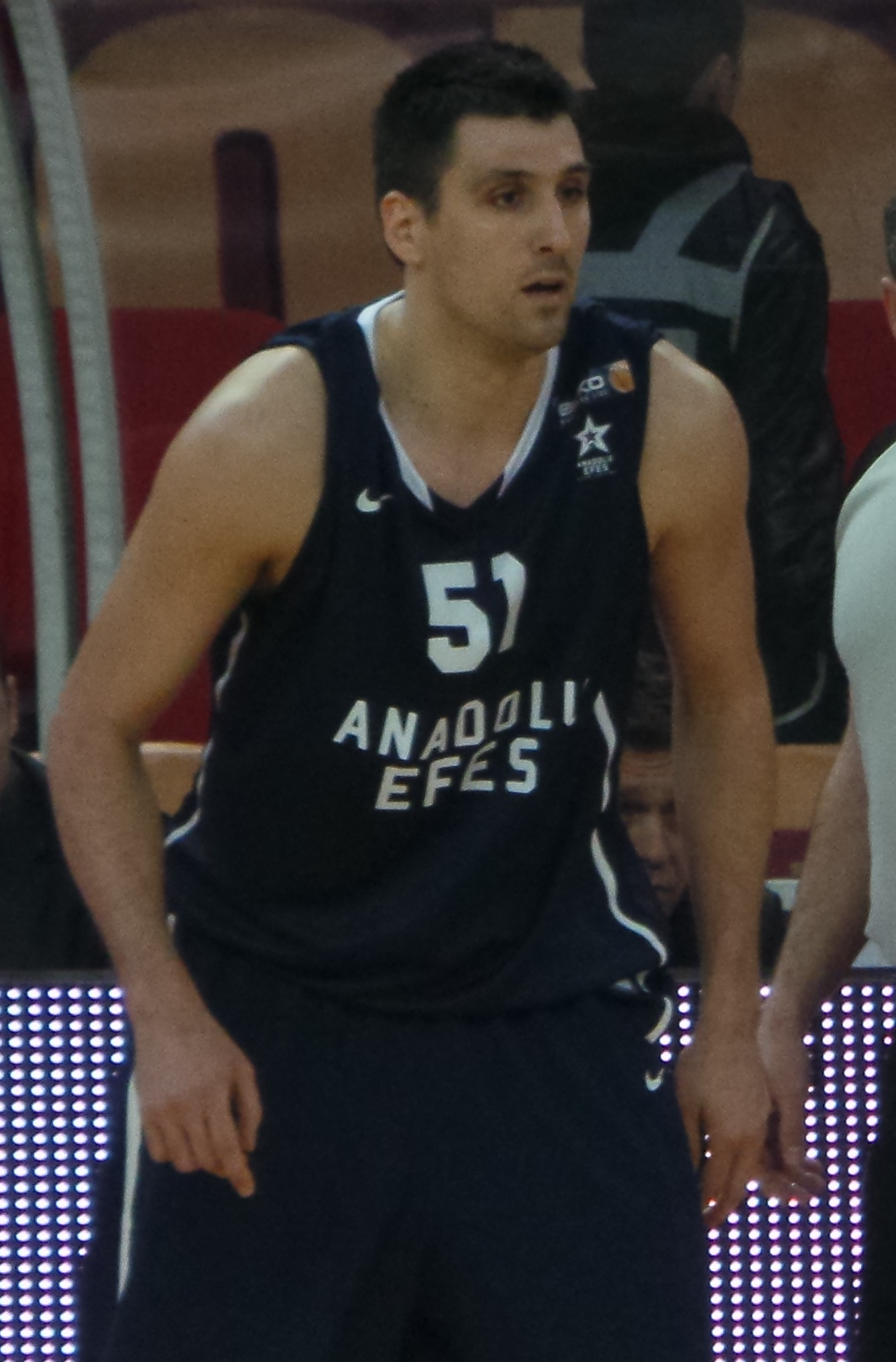
アナドル・エフェスのビエリツァ

ミルコ・ビエリツァ（セルビア語キリル・アルファベット: Милко Бјелица、1984年6月4日 - ）は、セルビア生まれのモンテネグロのプロバスケットボール選手。

## 経歴
ツルヴェナ・ズヴェズダでプロとしてのキャリアをスタートさせ、5シーズン所属した。その後、ドイツのファントムズ・ブラウンシュヴァイクとケルン99ersに所属した。2008年にはリエトゥヴォス・リータスと契約し、2009-2010年シーズンにユーロリーグにデビューした。
2011年7月にサスキ・バスコニアと2年契約を結んだ。2013年10月28日に短期契約でサスキ・バスコニアと再契約した。2013年12月30日に、トルコのユーロリーグチームであるアナドル・エフェスとシーズン残りの契約を結んだ。2014年7月9日に、エフェスとの契約を2年延長した。2015年6月22日にエフェスを離れ、2015-2016年シーズンはダリュッシャファカと契約した。
2016年9月8日にはツルヴェナ・ズヴェズダに戻り2年契約を結んだ。2018年4月17日、ツルヴェナ・ズヴェズダを退団しスペインに行き、残りのシーズンをバスケット・サラゴサと契約した。2018-2019年シーズンはアルバルク東京でプレーした。
2024年1月5日にT1 リーグの台南TSGゴーストホークスと契約した。6月28日にBリーグのさいたまブロンコスと契約した。

## スタッツ
|  | リーグトップ |

### ユーロリーグ
| シーズン | チーム                   | GP  | GS | MPG  | FG%  | 3P%  | FT%  | RPG | APG | SPG | BPG | PPG  | PIR  |
| -------- | ------------------------ | --- | -- | ---- | ---- | ---- | ---- | --- | --- | --- | --- | ---- | ---- |
| 2009–10  | リエトゥヴォス・リータス | 10  | 2  | 21.5 | .462 | .154 | .667 | 4.3 | 1.1 | .4  | .2  | 11.8 | 9.0  |
| 2010–11  | リエトゥヴォス・リータス | 16  | 10 | 26.1 | .533 | .279 | .727 | 4.7 | 1.4 | .7  | .4  | 12.3 | 12.1 |
| 2011–12  | サスキ・バスコニア       | 8   | 2  | 23.7 | .492 | .294 | .842 | 3.9 | .8  | .8  | .1  | 10.6 | 9.5  |
| 2012–13  | サスキ・バスコニア       | 27  | 19 | 17.3 | .406 | .378 | .750 | 2.7 | 1.2 | .5  | .2  | 5.4  | 5.7  |
| 2013–14  | サスキ・バスコニア       | 8   | 3  | 21.3 | .594 | .353 | .952 | 4.4 | 1.3 | .3  | .4  | 12.8 | 13.8 |
| 2013–14  | アナドル・エフェス       | 14  | 3  | 22.8 | .459 | .270 | .913 | 2.5 | 1.2 | .6  | .1  | 9.4  | 7.5  |
| 2014–15  | アナドル・エフェス       | 28  | 7  | 16.2 | .462 | .415 | .736 | 2.5 | .8  | .2  | .3  | 7.8  | 6.8  |
| 2015–16  | ダリュッシャファカ       | 24  | 6  | 19.1 | .434 | .354 | .679 | 3.4 | .8  | .4  | .1  | 7.5  | 7.5  |
| 2016–17  | ツルヴェナ・ズヴェズダ   | 30  | 1  | 15.6 | .385 | .193 | .795 | 3.0 | 1.1 | .5  | .3  | 7.4  | 7.5  |
| 2017–18  | ツルヴェナ・ズヴェズダ   | 29  | 29 | 26.0 | .397 | .297 | .703 | 3.7 | 1.3 | .4  | .2  | 9.2  | 8.8  |
| Career   | Career                   | 194 | 82 | 20.2 | .446 | .305 | .750 | 3.3 | 1.1 | .4  | .2  | 8.6  | 8.1  |

## 私生活
セルビアのベオグラードで生まれ育った。祖父の出身地であるモンテネグロの代表として国際試合に出場している。姉妹の1人であるミルカもバスケットボール選手であり、アナはセルビアのバレーボール選手である。